# مأذون
مأذون أو مأذون شرعي هو من یقوم بتوثیق عقود النكاح بموجب رخصة صادرة وفق أحكام. أو هو الشخص المرخص له بإجراء عقد النكاح احتسابا.
فهو شخص معتمد من قبل السلطات المختصة لتسجيل زيجات المسلمين وفق القوانين المعمول بها في بعض البلدان. يَعمل المأذون كموثق لعقود الزواج، ويُعين وفق الإجراءات والقوانين المعمول بها في كل دولة.
والمأذون الشرعي هو موثق للعقد في منطقته وهو كذلك يؤدي الوظيفة الشرعية في عقد واعلان الزواج وفقا للاجراءات الشرعية والقانونية معا .
ومن بين الدول التي تعتمد المأذون لتوثيق عقد الزواج توجد مصر والسعودية والإمارات والأردن وتونس وغيرها.